# Belualasmau
Belualasmau ist eine winzige Insel im Inselstaat Palau im Pazifischen Ozean.

## Geographie
Die Insel liegt östlich von Ngedbus. Nur schmale Kanäle trennen sie von der östlichen Nachbarin.